# Уздужни речни профил
Уздужни речни профил је термин који се везује за процес флувијалне ерозије. Његов изглед зависи од утицаја вертикалне и бочне ерозије. 
Најједноставније дефинисан, уздужни речни профил представља линију повучену од изворишта до ушћа. Могуће је конструисати три врсте уздужних речних профила: 
- кроз најдубље делове речног корита тј. талвег
- на основу нивоа воде у речном кориту, тј. воденог огледала и
- дном речне долине.

## Облици уздужних речних профила
Анализирање облика уздужних профила и проучавање њиховог изграђивања омогућује правилније схватање услова под којим се врши флувијални ерозивни рад у ма ком делу речног корита.
Постоје 4 различита облика уздужних профила:
1. иницијални
2. несагласни
3. сагласни
4. равнотежни.

Који ће од ових облика имати уздужни речни профил зависи од стадијума његове морфолошке еволуције. Најчешће је то изломљена линија, са бројним прегибима, али која у основи има изглед параболе. 
Иницијални уздужни профил је почетни стадијум еволуције уздужног речног профила. У овом стадијуму уздужни профил одражава примарни изглед рељефа јер речни ток тек почиње да усеца корито. Овај облик одликује се јако изломљеном линијом, често и са инверсним секторима.
Уздужни профил у свом почетном стадијуму еволуције има неусаглашене падове. Током времена деловањем ерозије на једним, а акумулацијом материјала на другим секторима, ови падови поступно се изједначују. Када се они у извесној мери усагласе, али су преломи и даље евидентни, а везани су за наизменично смењивање различитих падова, формиран је облик профила који се назива несагласни уздужни профил. На њему се упадљиво запажају мањи и већи падови, због чега је на њима различит износ флувијалне ерозије. На већим падовима делује вертикална (дубинска) ерозија, која тежи да се речни ток и његово корито усеку у долину односно изазива удубљивање. На малим падовима јавља се бочна ерозија, која тежи проширавању речног корита и поткопавању његових страна и обала. Због тога се већи падови на несаглашеним уздужним речним профилима поступно смањују, захваљујући вертикалној ерозији и изједначавају са мањим падовима на којима је спорије деловала бочна ерозија.
Сагласни уздужни профил настаје током даље морфолошке еволуције уздужног речног профила. Овај облик нема прелома, има правилан параболичан изглед и представља одмакли стадијум у еволуцији уздужних речних профила. У току даље еволуције сагласни уздужни профил се пропорционално усеца у целини. Падови су због тога све мањи, а ерозија речног тока све слабија. У крајњем стадијуму еволуције падови на сагласном уздужном профилу су толико мали да се на њему више не врши никаква ерозија већ се механичка снага речног тока троши само на преношење саме водене масе. Речни ток је у овом случају достигао завршни или равнотежни уздужни речни профил. То је крајњи, идеални стадијум у еволуцији уздужних речних профила. 
Због изванредно динамичких промена физичко-географске средине, реке у природи никада не достижу равнотежни уздужни профил. Због тога овај облик има више теоретски значај.